# Heinrich Moors
Hendrikus Hubertus (Heinrich) Moors (Roermond, 11 september 1873 – Kevelaer, 11 oktober 1940) was een Nederlands-Duitse beeldhouwer.

## Leven en werk
Moors was een zoon van schrijnwerker Theodorus Hubertus Moors en Dimphna van Lieshout. Hij trouwde met de Duitse Henriette Josefine Joachims (1872-1965) en verkreeg het Duits staatsburgerschap.
Moors werkte van 1890 tot 1893 op het atelier Cuypers & Co. in Roermond. Hij vestigde zich rond 1904 als zelfstandig beeldhouwer in Kevelaer, waar hij een atelier voor kerkelijke en profane kunst had.  Hij leverde aan opdrachtgevers in de Nederrijn en Nederland. In 1933, kort na diens aantreden als rijkskanselier, maakte hij een meer dan levensgrote buste van Adolf Hitler, die werd geplaatst in de vergaderzaal van de Kevelaerse gemeenteraad.
Heinrich Moors overleed in 1940, op 67-jarige leeftijd.

## Werken (selectie)
- neogotisch reliëf (1903) in de kerk van Hartefeld
- sacristiekasten (1915) voor de Sint-Amanduskerk in Herongen
- Heilig Hartbeeld (Merselo) (1923)
- Calvarieberg (Steggerda) (1926)
- buste "Mater Salvatoris" (1926), particulier bezit
- buste van Adolf Hitler (1933)
- beeld van Sint-Antonius voor de Antoniuskapel in Kevelaer (1934)
- beeld van Jozef met Kind voor de Jozefkapel in Kevelaer. De kapel werd in de Tweede Wereldoorlog verwoest.
- Heilig Hartbeeld in de Mariabasiliek van Kevelaer
- grafmonument van de familie Aengenheyster in Kevelaer

## Galerij

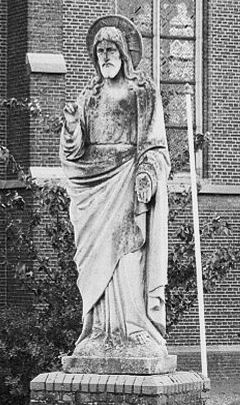
Heilig Hartbeeld (Merselo) (1923)
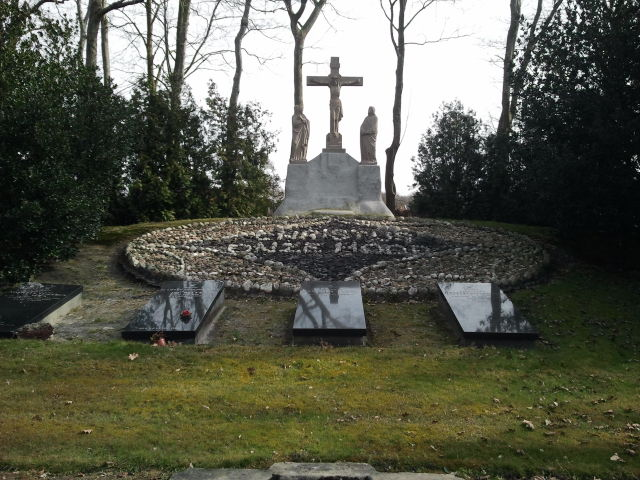
Calvarieberg (Steggerda) (1926)
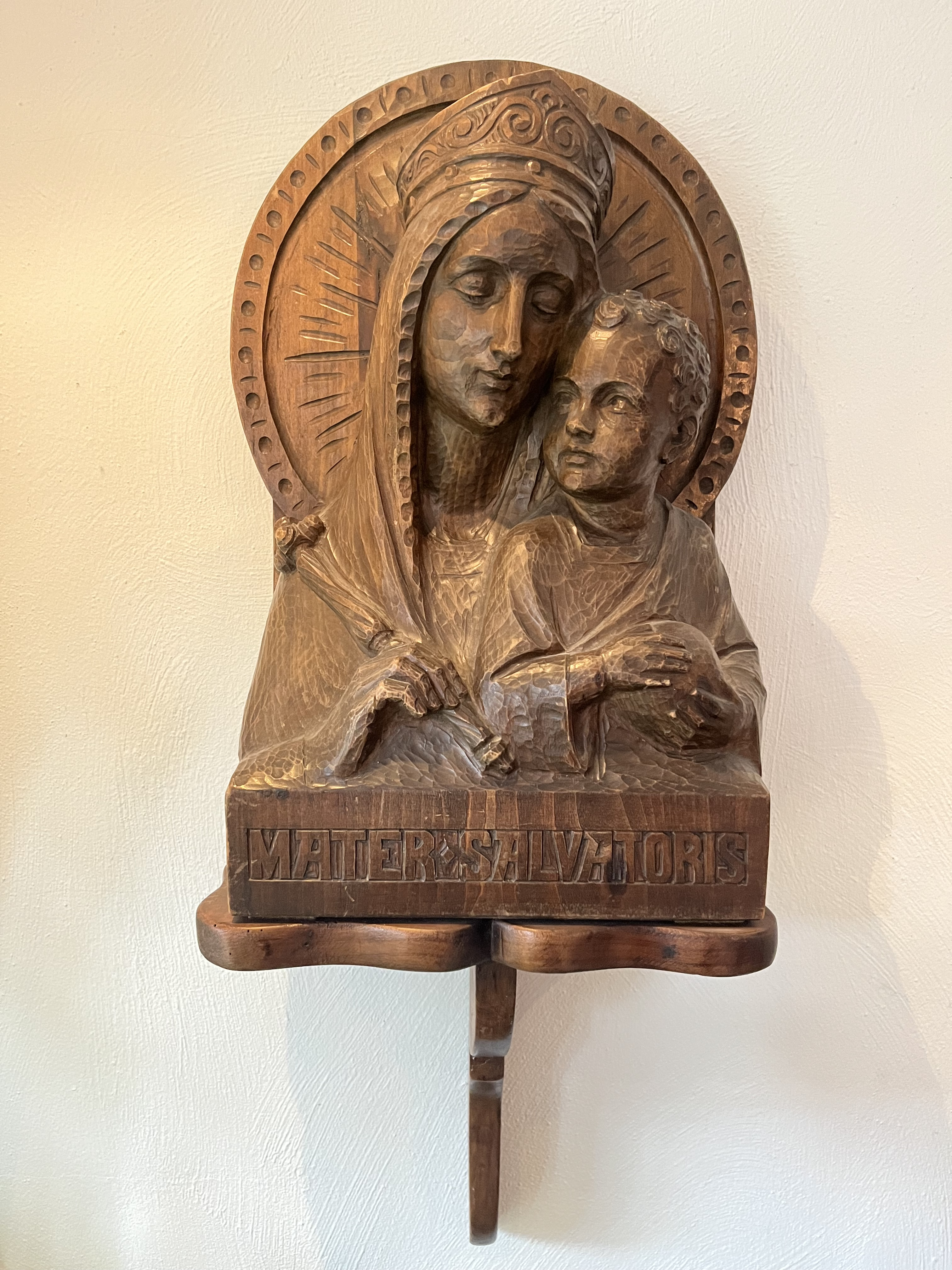
"Mater Salvatoris" (1926)
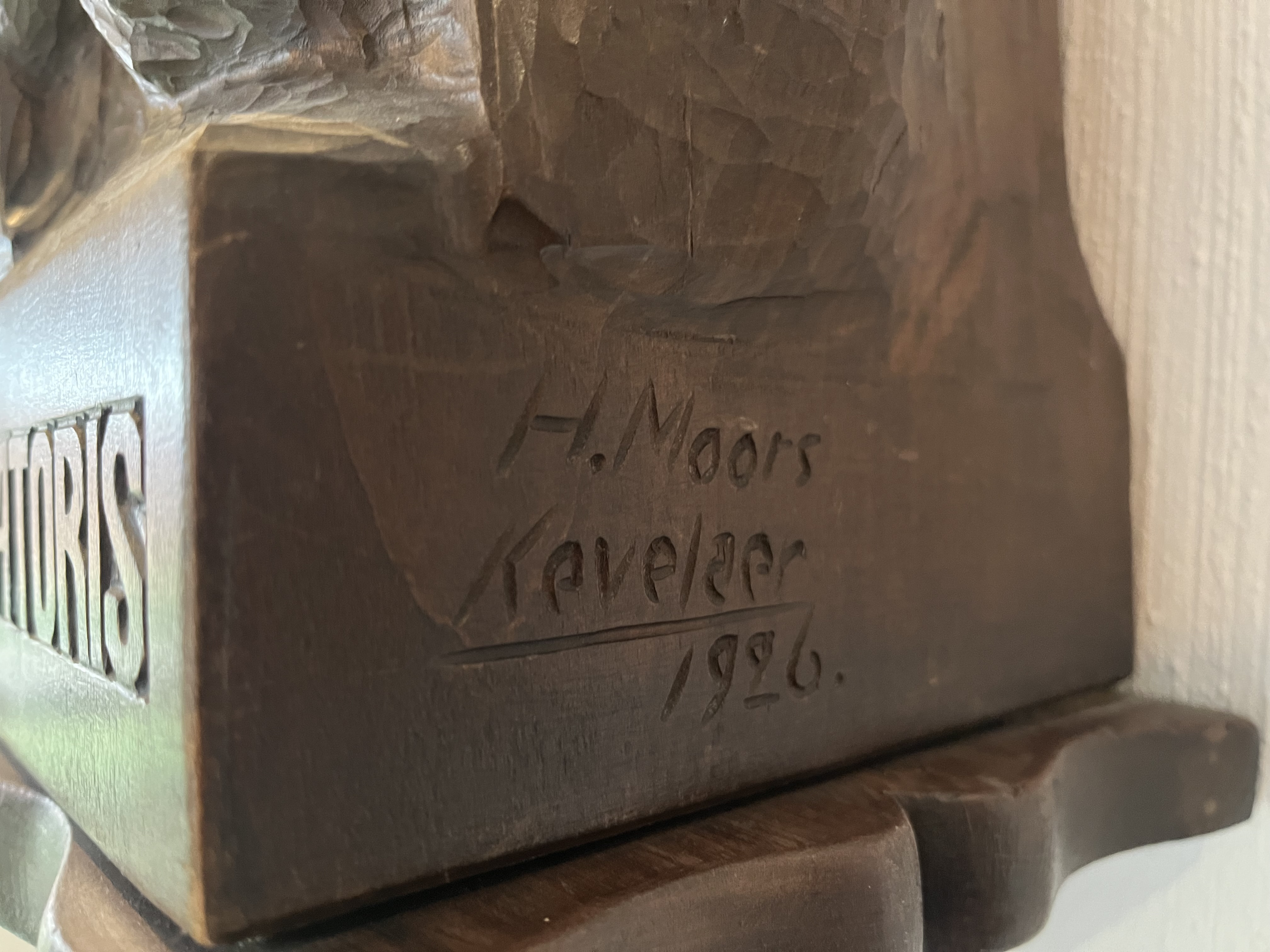
Zijaanzicht buste "Mater Salvatoris" (1926)
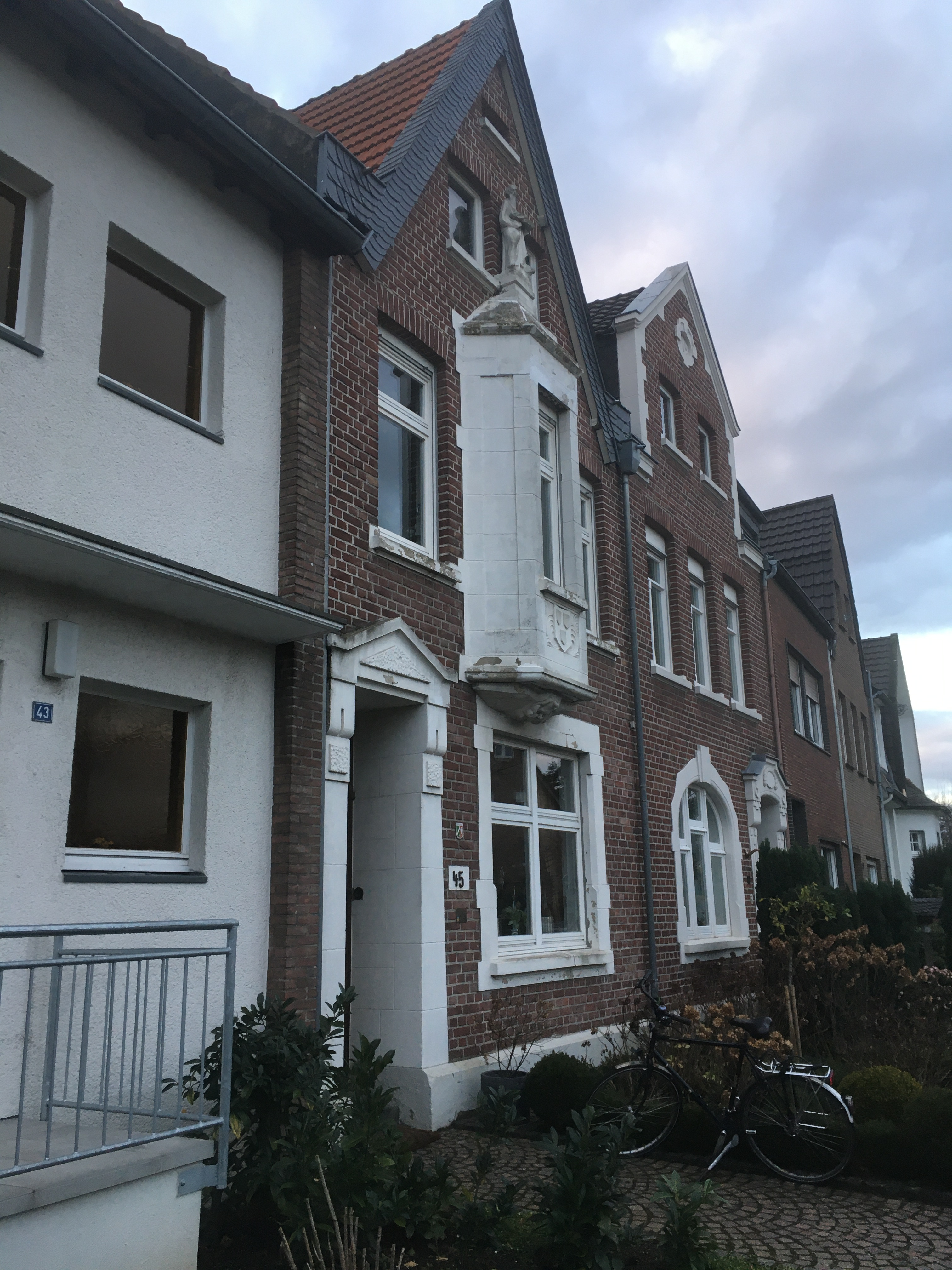
Huis van Heinrich Moors in Kevelaer - Duitsland
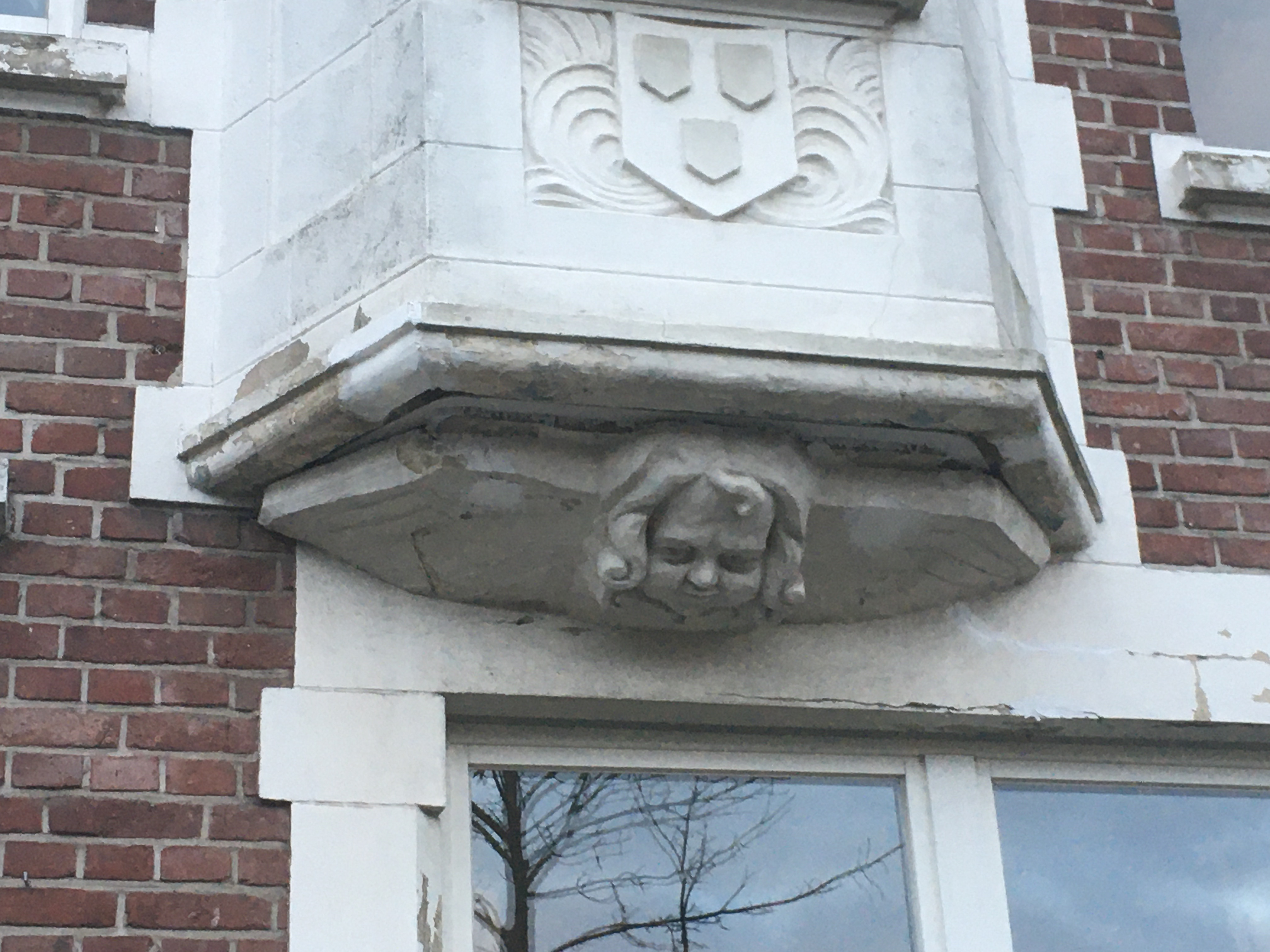
Gedetailleerde weergave van het huis van Heinrich Moor

Enkele schilderijen

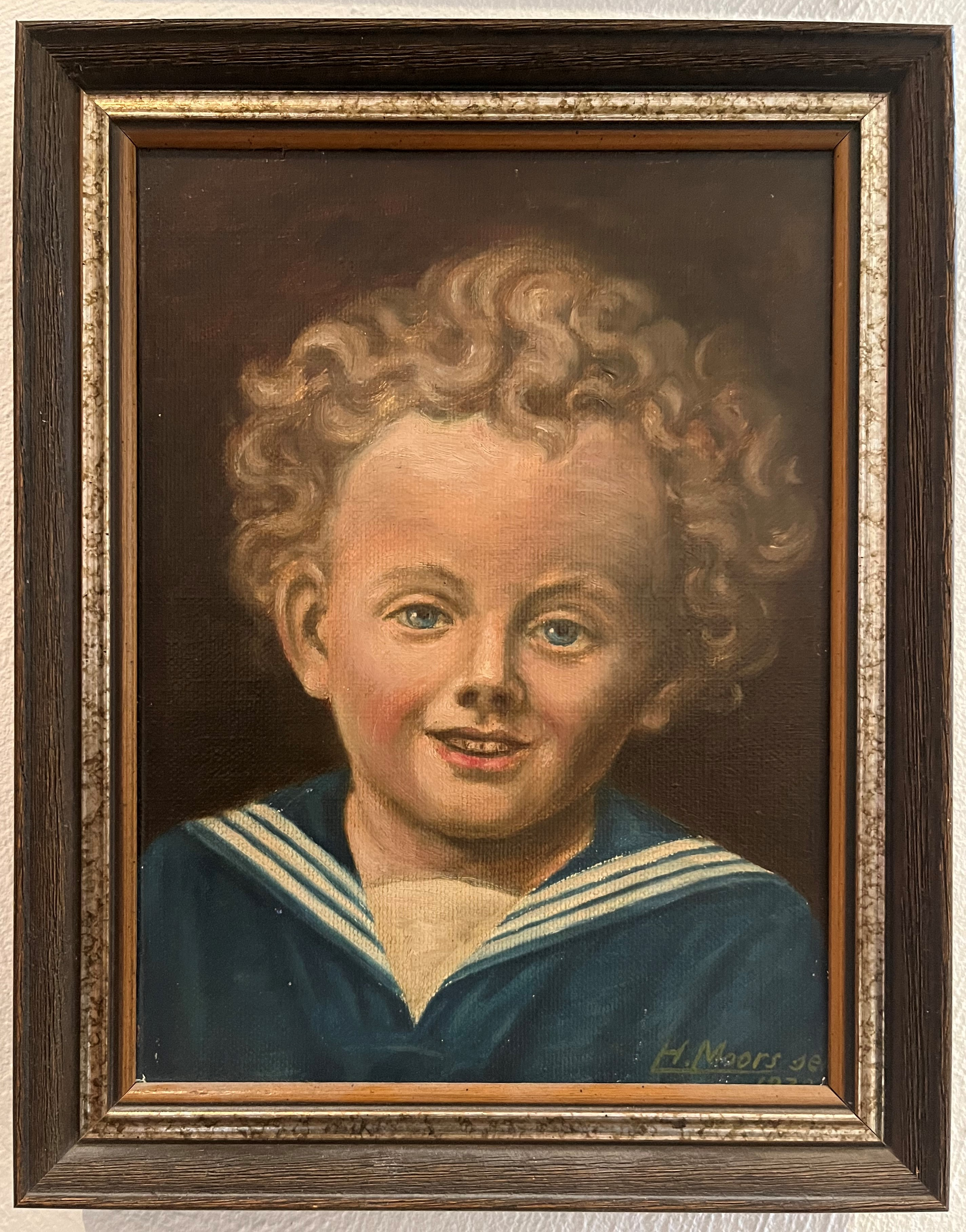
Portret van kleinzoon Theo
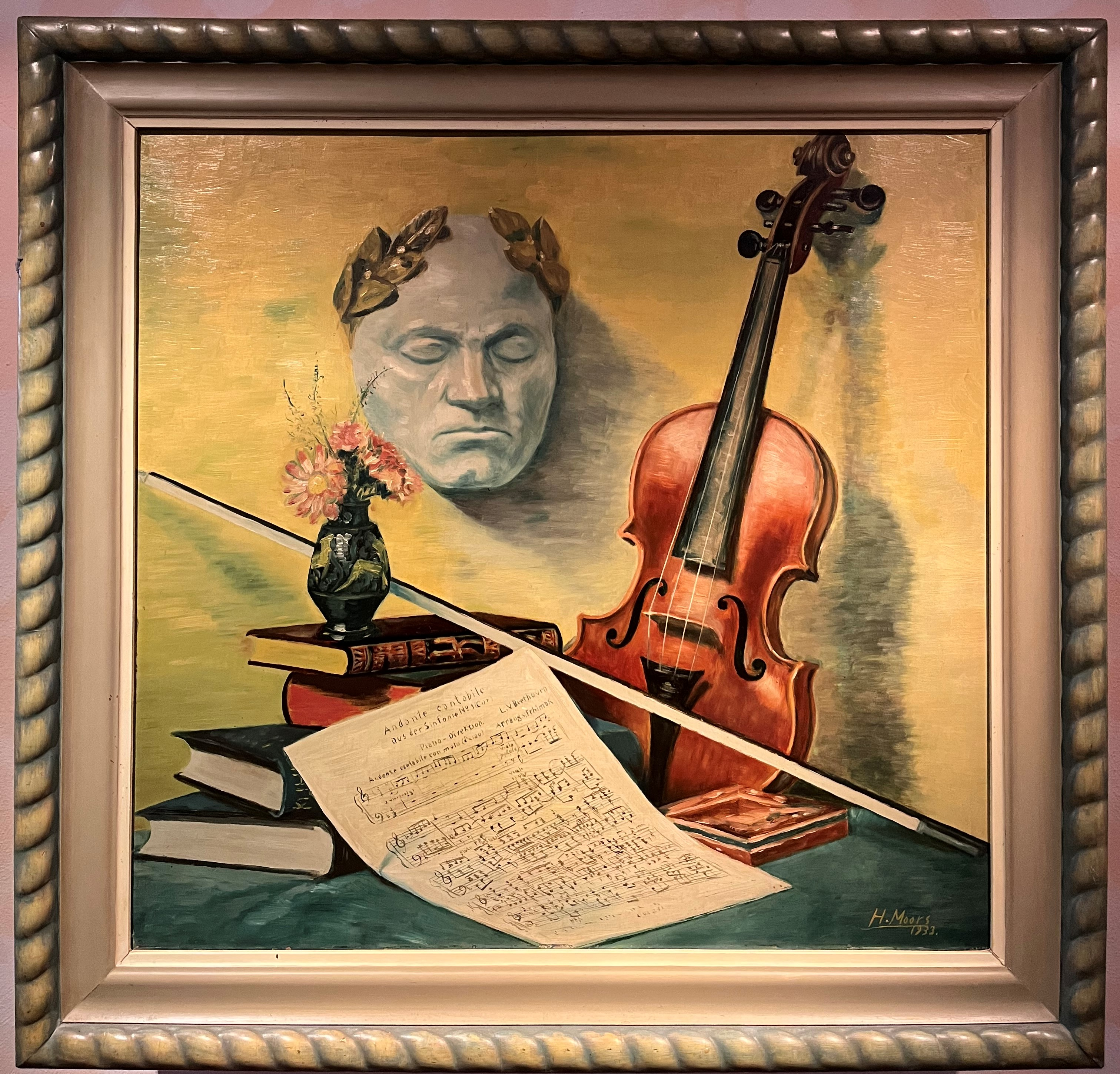
Ludwig van Beethoven (1933)
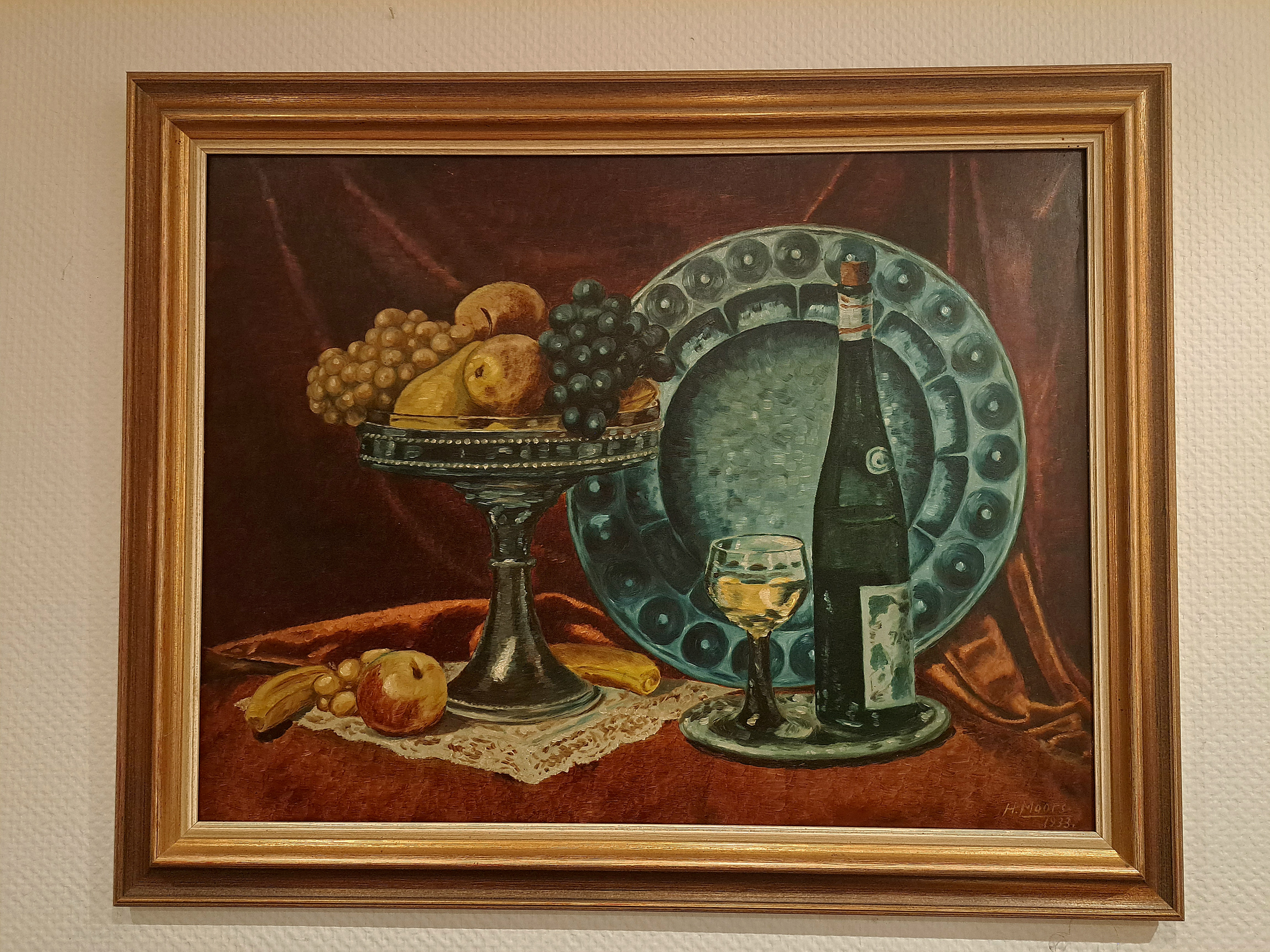
Stilleven (1933)
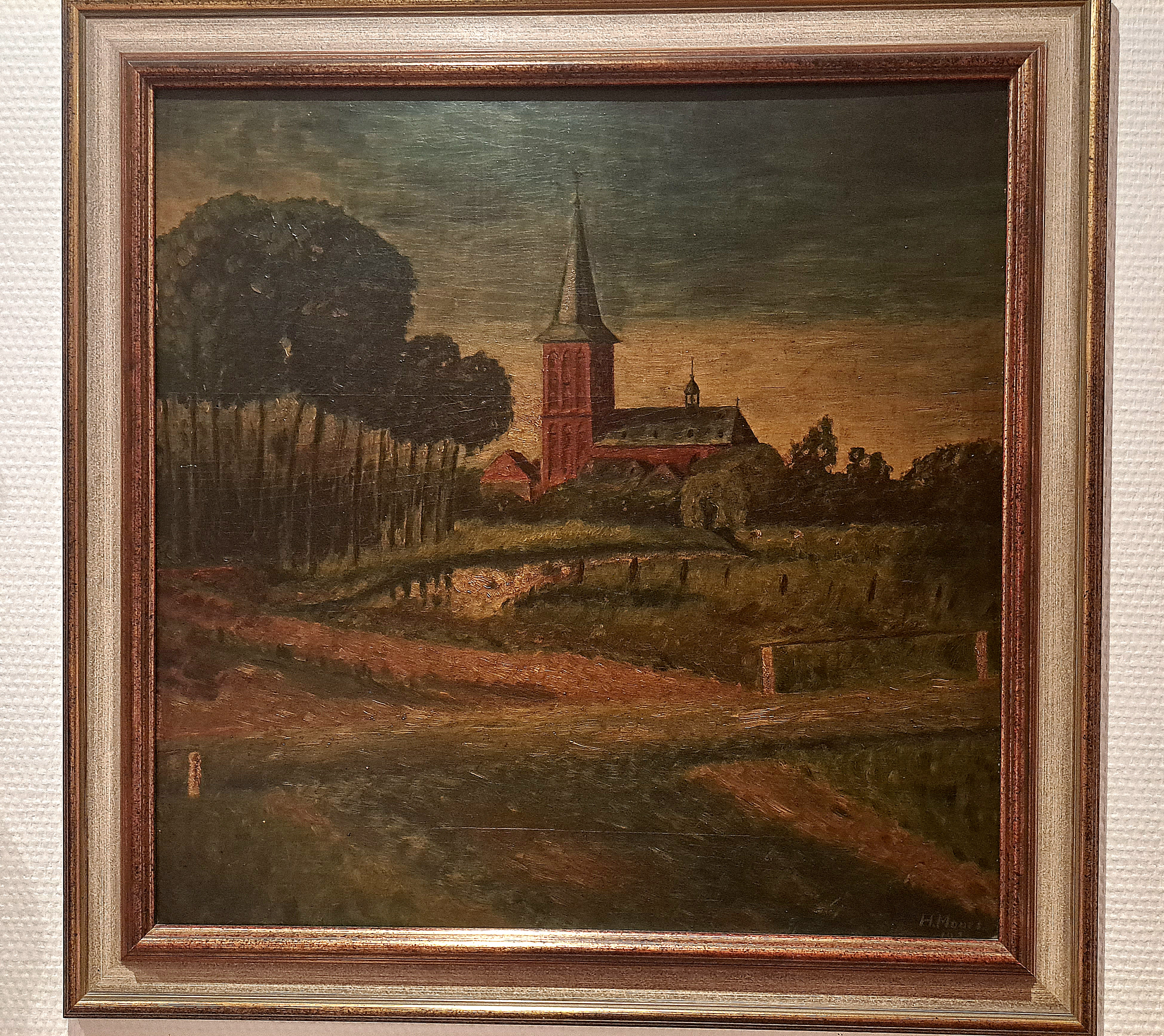
Sint-Cyriakuskerk in Weeze vóór het bombardement in 1945 (1933)